# روبرت هيو
روبرت هيو (1834 - 1865) (بالإنجليزية: Robert Vaughan)‏ هو لاعب كريكت أسترالي.

## وصلات خارجية
- روبرت هيو على موقع إي آس بي آن كريك إنفو (الإنجليزية)